# Камікацу

Каміка́цу (яп. 上勝町, かみかつちょう, МФА: [kamʲikat͡su t͡ɕoː]?) — містечко в Японії, в повіті Кацуура префектури Токусіма.  Отримало статус містечка 1995 року. Площа становить 109,68 км². Станом на 1 серпня 2012 року населення складало 1709  осіб, густота населення — 15,6 осіб/км².   